# John Walker
Pour les articles homonymes, voir Walker et John Walker (homonymie).
John Walker (29 mai 1781, Stockton-on-Tees - 1er mai 1859, Stockton-on-Tees), est un chimiste anglais.

## Biographie
Le 27 novembre 1826 il inventa par hasard les allumettes à friction en mélangeant de la potasse avec de l'antimoine. Il les commercialisa dans sa ville en 1827 sous le nom de "friction lights", mais refusa de les breveter et n'en révéla pas la composition.
Il consacrait le plus clair de son temps à ses expériences de chimie mais possédait aussi des talents de botaniste et s'intéressait à la minéralogie.
Il vécut en célibataire avec sa nièce et se fit remarquer par sa mise vestimentaire étrange et invariable : chapeau haut-de-forme en castor, cravate blanche, bas gris, culotte de couleur terne, et redingote brune.
Il mourut en 1859 à Stockton-on-Tees, et fut enterré dans le village voisin de Norton-on-Tees.